# 慶 (イリュージョニスト)

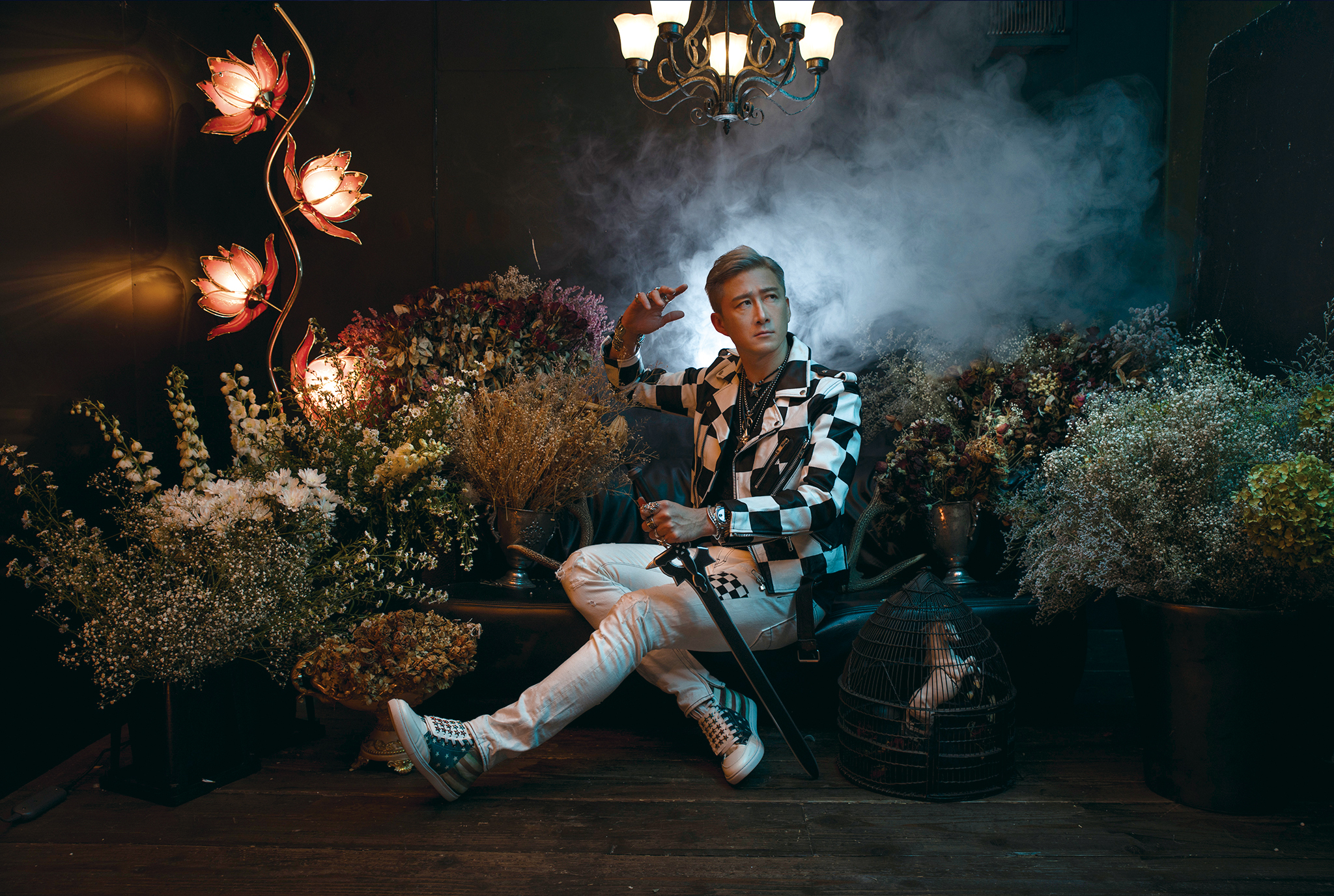
慶 (KEI)

慶（けい、KEI、1977年1月19日 - ）は、日本の奇術師（イリュージョニスト）。自ら経営する株式会社XK徒（ザクト）に所属。本名は森谷慶一郎。

## 経歴
埼玉県狭山市出身。1998年から2010年まで、不動産業界で営業職を経験した。この間の2007年にマジックと出会い、「マジシャン営業マン」として活動した。
2010年5月に、イベント、芸能事務所の株式会社会社XK徒（ザクト）を設立する。
2012年に、地元でライブ公演『爆笑バトルライブin入間』を開催した。その後も各地でライブを実施した。2014年に、TBSテレビの『水トク!』の企画「年収格差別!お金バラエティー ピラミッド」のマジシャンの部で1位となる。
2023年1月に、西武文理大学の特命教授に就任した。